# Rubén Derfler
Rubén Derfler (General Ramírez, Entre Ríos, Argentina; 2 de junio de 1976) es un expiloto de automovilismo argentino.
Entre 1993 y 1995 disputó la Fórmula Renault Argentina, resultando subcampeón en su último año con 113 puntos. En 1997 corrió en la Fórmula Toyota de Japón, logrando tres victorias en ocho podios para poder coronarse campeón con 129 unidades. Al año siguiente, pasó al Campeonato Japonés de Turismos, manejando un Toyota Corona EXiV del equipo Dandelion Racing. Sumó varios puntos, incluyendo un segundo lugar la última carrera, en Fuji. En 1999 corrió en la Fórmula Nippon, sin poder sumar puntos, y en una carrera de la clase GT300 de All Japan Grand Touring Car Championship. Después de correr tres años en Japón, Derfler decidió regresar a Argentina en el año 2000 y se unió a Pierandrei Team para correr en el Turismo Competición 2000 al volante de un Honda Civic VI.

## Resumen de carrera
| Temporada | Categoría                                        | Equipo                       | Carreras | Victorias | Poles | VR | Podios | Puntos | Pos. |
| --------- | ------------------------------------------------ | ---------------------------- | -------- | --------- | ----- | -- | ------ | ------ | ---- |
| 1993      | Fórmula Renault Argentina                        |                              | ?        | 0         | 0     | 0  | 0      | 1      | 37.º |
| 1994      | Fórmula Renault Argentina                        | ?                            | 0        | 0         | 0     | 0  | 35     | 11.º   |      |
| 1995      | Fórmula Renault Argentina                        | 14                           | 2        | 1         | 1     | 5  | 113    | 2.º    |      |
| 1996      | Fórmula 3 Sudamericana                           | ?                            | 0        | 0         | 0     | 0  | 3      | 20.º   |      |
| 1997      | Fórmula Toyota                                   | 10                           | 3        | ?         | ?     | 8  | 129    | 1.º    |      |
| 1998      | Campeonato Japonés de Turismos                   | Dandelion Racing             | 11       | 0         | 0     | 0  | 1      | 62     | 8.º  |
| 1998      | Campeonato de Fórmula 3 Japonesa                 | Masahiko Kondō Racing        | 9        | 0         | 0     | 0  | 0      | 5      | 9.º  |
| 1999      | Fórmula Nippon                                   | DoCoMo Team Dandelion Racing | 9        | 0         | 0     | 0  | 0      | 0      | 22.º |
| 1999      | All Japan Grand Touring Car Championship - GT300 | Team Taeibon Ralliart        | 1        | 0         | 0     | 0  | 0      | 0      | NC   |
| 2000      | Turismo Competición 2000                         | Pierandrei Team              | 11       | 0         | 0     | 0  | 0      | 5      | 22.º |
| 2000      | Copa TC 2000                                     | Pierandrei Team              | 11       | 0         | 0     | 0  | 2      | 67     | 8.º  |
| Fuente:   |                                                  |                              |          |           |       |    |        |        |      |

## Resultados

### Campeonato Japonés de Turismos
(Clave) (negrita indica pole position) (cursiva indica vuelta rápida)

| Año     | Equipo           | Automóvil          | 1       | 2         | 3     | 4         | 5       | 6       | 7         | 8       | 9       | 10    | 11    | Pos. | Puntos |
| ------- | ---------------- | ------------------ | ------- | --------- | ----- | --------- | ------- | ------- | --------- | ------- | ------- | ----- | ----- | ---- | ------ |
| 1998    | Dandelion Racing | Toyota Corona EXiV | FUJ 1 4 | FUJ 2 Ret | MOT 8 | SUG 1 Ret | SUG 2 5 | SUZ 1 6 | SUZ 2 Ret | MIN 1 6 | MIN 2 6 | AID 5 | FUJ 2 | 8.º  | 62     |
| Fuente: |                  |                    |         |           |       |           |         |         |           |         |         |       |       |      |        |

### Fórmula Nippon
(Clave) (negrita indica pole position) (cursiva indica vuelta rápida)

| Año     | Equipo                       | 1       | 2      | 3     | 4      | 5      | 6      | 7       | 8       | 9       | 10     | Pos. | Puntos |
| ------- | ---------------------------- | ------- | ------ | ----- | ------ | ------ | ------ | ------- | ------- | ------- | ------ | ---- | ------ |
| 1999    | DoCoMo Team Dandelion Racing | SUZ Ret | MOT 11 | MIN 9 | FUJ 17 | SUZ 12 | SUG 14 | FUJ Ret | MIN Ret | MOT Ret | SUZ 15 | 22.º | 0      |
| Fuente: |                              |         |        |       |        |        |        |         |         |         |        |      |        |

### All Japan Grand Touring Car Championship
(Clave) (negrita indica pole position) (cursiva indica vuelta rápida)

| Año     | Equipo                | Automóvil      | Clase | 1   | 2       | 3   | 4   | 5   | 6   | 7   | 8   | Pos. | Puntos |
| ------- | --------------------- | -------------- | ----- | --- | ------- | --- | --- | --- | --- | --- | --- | ---- | ------ |
| 1999    | Team Taeibon Ralliart | Mitsubishi FTO | GT300 | SUZ | FUJ Ret | SUG | MIN | FUJ | TAI | MOT | AUT | NC   | 0      |
| Fuente: |                       |                |       |     |         |     |     |     |     |     |     |      |        |

### Turismo Competición 2000
| Año  | Equipo          | Auto           | 1    | 2   | 3  | 4     | 5     | 6   | 7  | 8   | 9    | 10  | 11     | 12    | 13    | 14     | Res. | Puntos |
| ---- | --------------- | -------------- | ---- | --- | -- | ----- | ----- | --- | -- | --- | ---- | --- | ------ | ----- | ----- | ------ | ---- | ------ |
| 2000 |                 |                | RC I | TRE | AG | SJU I | PAR I | OBE | BB | RAF | BA I | SJO | SJU II | RC II | BA II | PAR II | 22.º | 5      |
| 2000 | Pierandrei Team | Honda Civic VI |      |     | 10 | 16†   | Ret   | 18  | 15 | Ret | Ret  | Ret | 7      | 20†   | 17†   |        | 22.º | 5      |

#### Copa TC 2000
| Año  | Equipo          | Auto           | 1    | 2   | 3  | 4     | 5     | 6   | 7  | 8   | 9    | 10  | 11     | 12    | 13    | 14     | Res. | Puntos |
| ---- | --------------- | -------------- | ---- | --- | -- | ----- | ----- | --- | -- | --- | ---- | --- | ------ | ----- | ----- | ------ | ---- | ------ |
| 2000 |                 |                | RC I | TRE | AG | SJU I | PAR I | OBE | BB | RAF | BA I | SJO | SJU II | RC II | BA II | PAR II | 8.º  | 67     |
| 2000 | Pierandrei Team | Honda Civic VI |      |     | 3  | 6†    | Ret   | 4   | 4  | Ret | Ret  | Ret | 2      | 6†    | 5†    |        | 8.º  | 67     |